# Греція на літніх Олімпійських іграх 1920
Греція на літніх Олімпійських іграх 1908 виборола одну срібну медаль.

## Медалісти
Срібло
| Срібло |                                                                                              |                                           |
| №      | Спортсмени                                                                                   | Вид спорту (дисципліна)                   |
| 1      | Александрос Теофілакіс, Янніс Теофілакіс, Йоргос Морайтініс, Йоргос Вафіадіс та Ясон Заппас. | Стрільба (армійський пістолет, 30 метрів) |